# 南雲忠信
南雲 忠信（なぐも ただのぶ、1947年2月12日 - ）は日本のエンジニア、実業家。横浜ゴム代表取締役会長、日本ゴム工業会会長、渋沢栄一記念財団名誉顧問。タイヤ開発に長年携わり主に技術畑を歩んだ。新潟県生まれ。

## 経歴
- 1965年 - 新潟県立高田高等学校卒業[2]、在学中は体操部に所属し国体で優勝した[5]。
- 1969年 - 信州大学工学部工業化学科 卒業[2]
- 1969年 - 横浜ゴム 入社
- 1994年 - 同社 新城工場副工場長
- 1996年 - ヨコハマタイヤ・フィリピン 代表取締役社長[4]
- 1999年 - 横浜ゴム 取締役
- 2000年 - 同社 タイヤ生産本部長
- 2002年 - 同社 常務[1]
- 2003年 - 同社 専務
- 2004年 - 同社 代表取締役社長[4]
- 2011年 - 同社 代表取締役会長兼CEO[4]
- 2014年 - 日本ゴム工業会 会長[2]
- 2015年 - 日本ゼオン 取締役[6]
- 2015年 - 神奈川中央交通 取締役[7]
- 2022年 - 旭日重光章受章[8][9]